# Zaviralci aldosteronskih receptorjev
Zaviralci aldosteronskih receptorjev ali aldosteronski antagonisti so skupina učinkovin, in sicer antikaliuretični diuretiki, ki z vezavo na aldosteronski receptor preprečijo ponovno absorpcijo natrijevih in kloridnih ionov ter vode. Antikaliuretični diuretiki povzročajo izplavljanje natrijevih ionov iz telesa, pri čemer organizem ne izgublja kalijevih ionov.

## Mehanizem delovanja
Aldosteron je mineralokortikoidni hormon, ki se veže na aldosteronske receptorje v epitelijskih (npr. ledvice) in neepitelijskih tkivih (npr. srce, krvne žile in možgani) in poveča reabsorpcijo natrija. Zadrževanje natrija v telesu povzroči zadrževanje vode, kar poveča volumen zunajcelične tekočine in s tem povišanje krvnega tlaka. Dražljaji za sproščanje aldosterona so zmanjšana prostornina krvi, hiponatremija, hiperkalemija, hiperglikemija, angiotenzin II in adenokortikotropni hormon. Izločanje aldosterona zavira atrijski natriuretični peptid, ki se sprošča v kri ob povečanju prostornine zunajcelične tekočine. Prekomerno izločanje aldosterona povzroča vnetje venčnih žil, hipertrofijo srčne mišice, fibrozo srčne mišice, ventrikularne aritmije ter ishemične in nekrotične lezije v srcu.
Zaviranje delovanja aldosterona povečuje natriurezo in diurezo (izločanja natrija in vode s sečem) in sočasno ohranja raven kalija in magnezija v organizmu. Sproži se zmanjševanje edemov, tudi v primeru neodzivnosti na zdravljenje z drugimi diuretiki. Zaradi natriuretičnega delovanja pride tudi do počasnega in blagega zniževanja povišanega krvnega tlaka.

## Indikacije
V klinični praksi se zaviralci aldosteronskih receptorjev najpogosteje uporabljajo pri zdravljenju kroničnega srčnega popuščanja in jetrne ciroze.
Uporabljajo se tudi pri primarnem aldosteronizmu, kadar operativno zdravljenje ni primerno, edemih pri kroničnih ledvičnih obolenjih in povišanem krvnem tlaku (kot dodatni antihipertenziv, ko drugo antihipertenzijsko zdravljenje ni dovolj učinkovito ali ni primerno in je ugotovljen hiperaldosteronizem).

## Predstavniki
Danes sta na voljo dve vrsti zaviralcev aldosteronskih receptorjev, ki imata klinično primerljiv učinek, a razlike v pogostosti pojavljanja nekaterih neželenih učinkov:
- neselektivni zaviralci aldosteronskih receptorjev (spironolakton),
- selektivni zaviralci aldosteronskih receptorjev (eplerenon).

## Neželeni učinki
Zaviralci aldosteronskih receptorjev lahko med drugim povzročijo življenjsko ogrožajočo hiperkaliemijo, ki jo lahko izzovejo ledvična insuficienca, sladkorna bolezen, napredovalo srčno popuščanje, visoka starost ali druga zdravila, ki jih bolnik jemlje sočasno.